# Campeonato Sul-Americano de Atletismo Júnior de 2009
O Campeonato Sul-Americano de Atletismo Júnior de 2009 foi a 38ª edição da competição de atletismo organizada pela CONSUDATLE para atletas com menos de vinte anos, classificados como júnior ou sub-20. O evento foi realizado no Estádio Ícaro de Castro Melo, em São Paulo, no Brasil, entre 25 e 26 de julho de 2009. Os eventos combinados e 10.000 metros masculino foram extraídos da classificação do Campeonato Panamericano de Atletismo Júnior de 2009 realizado no Estádio Hasely Crawford, em Port of Spain, no Trinidad e Tobago entre 31 de julho e  2 de agosto de 2009. O campeonato contou com cerca de 212 atletas de 12 nacionalidades distribuídos em 44 eventos.

## Medalhistas
Esses foram os resultados do campeonato.

### Masculino
| Evento                      | Ouro                                                                               | Ouro     | Prata                                                                              | Prata    | Bronze                                                                  | Bronze   |
| --------------------------- | ---------------------------------------------------------------------------------- | -------- | ---------------------------------------------------------------------------------- | -------- | ----------------------------------------------------------------------- | -------- |
| 100 metros                  | Eric de Jesús (BRA)                                                                | 10.45    | Diego Cavalcanti (BRA)                                                             | 10.46    | Isidro Montoya (COL)                                                    | 10.63    |
| 200 metros                  | Diego Cavalcanti (BRA)                                                             | 20.89    | Renato de Oliveira (BRA)                                                           | 21.48    | Arturo Ramírez (VEN)                                                    | 21.66    |
| 400 metros                  | Hederson Estefani (BRA)                                                            | 46.20    | Omar Longart (VEN)                                                                 | 47.32    | Jonathan da Silva (BRA)                                                 | 47.32    |
| 800 metros                  | Franco Díaz (ARG)                                                                  | 1:52.04  | Tomás Squella (CHI)                                                                | 1:52.93  | Julio Alfonso Pérez (PER)                                               | 1:53.34  |
| 1 500 metros                | Iván López (CHI)                                                                   | 3:56.33  | Franco Díaz (ARG)                                                                  | 3:57.51  | Lucirio Antonio Garrido (VEN)                                           | 4:00.43  |
| 5 000 metros                | Iván López (CHI)                                                                   | 14:39.95 | Wily Canchanya (PER)                                                               | 14:42.45 | Victor Aravena (CHI)                                                    | 14:45.97 |
| 10 000 metros               | Victor Aravena (CHI)                                                               | 31:01.70 | Ederson Pereira (BRA)                                                              | 31:20.38 | Paulo Carvalho (BRA)                                                    | 32:18.08 |
| 10 km marcha atlética       | Caio Bonfim (BRA)                                                                  | 42:43.58 | José Montaña (COL)                                                                 | 43:06.27 | Alexander Castañeda (COL)                                               | 43:58.80 |
| 110 metros barreiras        | Valmir Macedo (BRA)                                                                | 14.01    | Robin Mosquera (COL)                                                               | 14.03    | Nelson Acebey (BOL)                                                     | 14.23    |
| 400 metros barreiras        | Hederson Estefani (BRA)                                                            | 51.07    | Alexandre Silva (BRA)                                                              | 52.44    | Brayan Ambuila (COL)                                                    | 52.51    |
| 3.000 metros com obstáculos | Jean Machado (BRA)                                                                 | 9:26.03  | Daniel Estrada (CHI)                                                               | 9:26.36  | Derlis Ayala (PAR)                                                      | 9:26.44  |
| 4×100 metros estafetas      | Brasil · Gustavo dos Santos · Eric de Jesús · Diego Cavalcanti · Jefferson Lucindo | 39.87    | Colômbia · Robin Mosquera · Roberto Murillo · Brayan Ambuila · Isidro Montoya      | 41.26    | Venezuela · Jhony Camacho · Arturo Ramírez · Juan Jiménez · Diego Rivas | 41.49    |
| 4×400 metros estafetas      | Brasil · Jonathan da Silva · Lucas Oliveira · José de Oliveira · Hederson Estefani | 3:10.66  | Venezuela · Lucirio Antonio Garrido · Carlos Barcenas · José Colina · Omar Longart | 3:17.83  | Argentina · Lucas Semino · Alexis Tello · Franco Díaz · Andrés Mendoza  | 3:19.71  |
| Salto em altura             | Carlos Layoy (ARG)                                                                 | 2.14     | Arturo Chávez (PER)                                                                | 2.09     | Simon Villa (COL)                                                       | 2.03     |
| Salto com vara              | Augusto de Oliveira (BRA)                                                          | 4.90     | Heberth Gómez (COL)                                                                | 4.65     | Thiago Braz da Silva (BRA)                                              | 4.40     |
| Salto em comprimento        | Jamal Bowen (PAN)                                                                  | 7.78     | Lourival Neto (BRA)                                                                | 7.58     | Willian Barrionuevo (BRA)                                               | 7.45     |
| Salto triplo                | Jean Rosa (BRA)                                                                    | 15.78    | Robin Mosquera (COL)                                                               | 15.74    | José Adrian Sornoza (ECU)                                               | 15.49    |
| Arremesso de peso           | Matías López (CHI)                                                                 | 18.06    | Darlan Romani (BRA)                                                                | 16.99    | Joaquín José Ballivian (CHI)                                            | 16.09    |
| Lançamento de disco         | Raílson da Cruz (BRA)                                                              | 51.67    | Matías López (CHI)                                                                 | 50.86    | Leonardo Ullúa (ARG)                                                    | 50.18    |
| Lançamento do martelo       | Allan Wolski (BRA)                                                                 | 64.98    | Pedro da Costa (BRA)                                                               | 59.74    | Jaime Díaz (CHI)                                                        | 55.74    |
| Lançamento do dardo         | Lucas da Silva (BRA)                                                               | 70.27    | Braian Toledo (ARG)                                                                | 69.63    | Tomás Guerra (CHI)                                                      | 64.70    |
| Decatlo                     | Eduardo Alexandrino (BRA)                                                          | 6734     | José Gregorio Lemius (COL)                                                         | 6517     | Marcos Rocha (BRA)                                                      | 6380     |

### Feminino
| Evento                      | Ouro                                                                                   | Ouro         | Prata                                                                      | Prata    | Bronze                                                                                        | Bronze   |
| --------------------------- | -------------------------------------------------------------------------------------- | ------------ | -------------------------------------------------------------------------- | -------- | --------------------------------------------------------------------------------------------- | -------- |
| 100 metros                  | Erika Chávez (ECU)                                                                     | 11.83        | Vanusa dos Santos (BRA)                                                    | 11.85    | Nelcy Caicedo (COL)                                                                           | 11.86    |
| 200 metros                  | Bárbara Leôncio (BRA)                                                                  | 23.81        | Erika Chávez (ECU)                                                         | 23.85    | Jennifer Padilla (COL)                                                                        | 24.28    |
| 400 metros                  | Bárbara de Oliveira (BRA)                                                              | 53.44        | Jennifer Padilla (COL)                                                     | 54.17    | Aline Pinto (BRA)                                                                             | 54.19    |
| 800 metros                  | Thayra dos Santos (BRA)                                                                | 2:11.29      | Jessica dos Santos (BRA)                                                   | 2:13.03  | Rosa Escobar (COL)                                                                            | 2:13.73  |
| 1 500 metros                | Tatiana Araújo (BRA)                                                                   | 4:37.36      | Bruna Rocha (BRA)                                                          | 4:38.04  | Evangelina Thomas (ARG)                                                                       | 4:43.86  |
| 3 000 metros                | Viviana Acosta (ECU)                                                                   | 10:10.99     | Yoni Ninahuaman (PER)                                                      | 10:11.75 | Dina Cid (CHI)                                                                                | 10:13.51 |
| 5 000 metros                | Viviana Acosta (ECU)                                                                   | 17:09.60     | Inga Charo (PER)                                                           | 17:15.00 | Dina Cid (CHI)                                                                                | 17:24.58 |
| 10 km marcha atlética       | Maria Rayo (COL)                                                                       | 50:23.6      | Anlly Pineda (COL)                                                         | 50:36.4  | Mayara Vicentainer (BRA)                                                                      | 59:09.0  |
| 100 metros barreiras        | Leticia Gaspar (BRA)                                                                   | 14.52        | Evelyn da Silva (BRA)                                                      | 14.62    | Cecilia Rivera (CHI)                                                                          | 14.66    |
| 400 metros barreiras        | Déborah Rodríguez (URU)                                                                | 59.97        | Estefanny Balladares (VEN)                                                 | 61.55    | Natania Habitxreiter (BRA)                                                                    | 61.71    |
| 3.000 metros com obstáculos | Florencia Borelli (ARG)                                                                | 10:50.07 NJR | Yoni Ninahuaman (PER)                                                      | 10:55.44 | Tatiane da Silva (BRA)                                                                        | 11:31.94 |
| 4×100 metros estafetas      | Brasil · Vanessa Spínola · Ana da Conceição · Lorena Lourenço · Vanusa dos Santos      | 45.86        | Colômbia · Kelly Lucumí · Jennifer Padilla · Yenifer Rivas · Nelcy Caicedo | 46.48    | Chile · Carolina Castillo · María Dittborn · Cecilia Rivera · María Ignacia Eguiguren         | 47.48    |
| 4×400 metros estafetas      | Brasil · Natalia da Silva · Jessica dos Santos · Bárbara Leôncio · Bárbara de Oliveira | 3:42.20      | Colômbia · Nelcy Caicedo · Rosa Escobar · Yenifer Rivas · Kelly Lucumí     | 3:51.84  | Argentina · Maria Ayelen Diogo · Jesica Torres · María Florencia Lamboglia · Juliana Menéndez | 3:52.55  |
| Salto em altura             | Sara Muñoz (COL)                                                                       | 1.76         | Betsabée Páez (ARG)                                                        | 1.73     | Florencia Vergara (CHI)                                                                       | 1.70     |
| Salto com vara              | Sara Pereira (BRA)                                                                     | 3.85         | Claudia Vitória (BRA)                                                      | 3.40     | Estefanía Furnier (ARG)                                                                       | 3.40     |
| Salto em comprimento        | Carla Novais (BRA)                                                                     | 5.96         | Maria Dittborn (CHI)                                                       | 5.89     | Leticia Gaspar (BRA)                                                                          | 5.77     |
| Salto triplo                | Bianca dos Santos (BRA)                                                                | 12.42        | Martha Ocoro (COL)                                                         | 12.40    | Aline do Nascimento (BRA)                                                                     | 12.33    |
| Arremesso de peso           | Geisa Arcanjo (BRA)                                                                    | 15.30        | Renata Severiano (BRA)                                                     | 14.83    | Alessandra Gamboa (PER)                                                                       | 13.39    |
| Lançamento de disco         | Andressa de Morais (BRA)                                                               | 55.27 , NJR  | Geisa Arcanjo (BRA)                                                        | 48.18    | Julia Nuñez (ARG)                                                                             | 31.86    |
| Lançamento do martelo       | Andressa de Morais (BRA)                                                               | 55.26        | Zuleima Mina (ECU)                                                         | 53.57    | Julia Nuñez (ARG)                                                                             | 50.37    |
| Lançamento do dardo         | Lucelly Murillo (COL)                                                                  | 50.08        | Jucilene de Lima (BRA)                                                     | 48.74    | Rafaela Gonçalves (BRA)                                                                       | 47.42    |
| Heptatlo                    | Vanessa Spínola (BRA)                                                                  | 5574         | Cynthia Alves (BRA)                                                        | 5164     | Carolina Castillo (CHI)                                                                       | 4531     |

## Quadro de medalhas (não oficial)
A contagem de medalhas foi publicada. 
| Ordem | País      | Medalha de ouro | Medalha de prata | Medalha de bronze | Total |
| ----- | --------- | --------------- | ---------------- | ----------------- | ----- |
| 1     | Brasil    | 29              | 16               | 12                | 57    |
| 2     | Chile     | 4               | 4                | 10                | 18    |
| 3     | Colômbia  | 3               | 11               | 7                 | 21    |
| 4     | Argentina | 3               | 3                | 7                 | 13    |
| 5     | Equador   | 3               | 2                | 1                 | 6     |
| 6     | Panamá    | 1               | 0                | 0                 | 1     |
| 6     | Uruguai   | 1               | 0                | 0                 | 1     |
| 8     | Peru      | 0               | 5                | 2                 | 7     |
| 9     | Venezuela | 0               | 3                | 3                 | 6     |
| 10    | Bolívia   | 0               | 0                | 1                 | 1     |
| 10    | Paraguai  | 0               | 0                | 1                 | 1     |

## Pontuação final por país
A pontuação final por países foi publicada. 
| Posição | Nacionalidade | Pontos |
| ------- | ------------- | ------ |
| 1       | Brasil        | 563    |
| 2       | Colômbia      | 169    |
| 3       | Chile         | 150    |
| 4       | Argentina     | 118    |
| 5       | Venezuela     | 76     |
| 6       | Equador       | 61     |
| 7       | Peru          | 49     |
| 8       | Bolívia       | 18     |
| 9       | Panamá        | 14     |
| 10      | Uruguai       | 13     |
| 11      | Paraguai      | 5      |
| 12      | Suriname      | 2      |

| Posição | Nacionalidade | Pontos |
| ------- | ------------- | ------ |
| 1       | Brasil        | 278    |
| 2       | Chile         | 95     |
| 3       | Colômbia      | 73     |
| 4       | Argentina     | 62     |
| 5       | Venezuela     | 47     |
| 6       | Peru          | 23     |
| 7       | Equador       | 17     |
| 8       | Bolívia       | 12     |
| 9       | Panamá        | 10     |
| 10      | Paraguai      | 5      |
| 11      | Uruguai       | 3      |

| Posição | Nacionalidade | Pontos |
| ------- | ------------- | ------ |
| 1       | Brasil        | 285    |
| 2       | Colômbia      | 96     |
| 3       | Argentina     | 56     |
| 4       | Chile         | 55     |
| 5       | Equador       | 44     |
| 6       | Venezuela     | 29     |
| 7       | Peru          | 26     |
| 8       | Uruguai       | 10     |
| 9       | Bolívia       | 6      |
| 10      | Panamá        | 4      |
| 11      | Suriname      | 2      |

## Participantes (não oficial)
Uma contagem não oficial produziu o número de 212 atletas de 12 países: 
| - Argentina (30) - Bolívia (6) - Brasil (75) - Chile (27) - Colômbia (21) - Equador (10) | - Panamá (6) - Paraguai (2) - Peru (10) - Suriname (2) - Uruguai (3) - Venezuela (20) |

Legenda
| Recorde mundial       | Recorde mundial (World record)               |                       | Recorde africano                      | Recorde africano (African) |                                           | Q | Classificado por posição (Qualified) |
| Recorde do campeonato | Recorde do campeonato (Championship record)  | Recorde da América    | Recorde da América (Americas)         | q                          | Classificado por melhor tempo (Qualified) |   |                                      |
| Melhor marca do ano   | Melhor marca do ano (World leading)          | Recorde asiático      | Recorde asiático (Asian)              | DNS                        | Não largou (Did not start)                |   |                                      |
| Recorde nacional      | Recorde nacional (National record)           | Recorde europeu       | Recorde europeu (European)            | DNF                        | Não terminou (Did not finish)             |   |                                      |
| Recorde pessoal       | Recorde pessoal do atleta (Personal best)    | Recorde da Oceania    | Recorde da Oceania (Oceania)          | DSQ / DQ                   | Desclassificado (Disqualified)            |   |                                      |
| Recorde da temporada  | Recorde da temporada do atleta (Season best) | Recorde sul-americano | Recorde sul-americano (South America) | NM                         | Sem marca (No mark)                       |   |                                      |